# Eleccions locals als Països Catalans de 2019
Les eleccions locals als Països Catalans de 2019 se celebraren el 26 de maig de 2019 arreu dels municipis dels Països Catalans situats al sud dels Pirineus.

## Candidatures

### Partit Popular
- Partits polítics: Partit Popular (PP)

### Partit Socialista Obrer Espanyol
- Partits polítics: Partit Socialista Obrer Espanyol (PSOE)

### Junts per Catalunya
- Partits polítics: Partit Demòcrata Europeu Català (PDECAT), Crida Nacional per la República

### Esquerra Republicana de Catalunya
- Partits polítics: Esquerra Republicana de Catalunya (ERC)
- Partits polítics participants de la candidatura en algunes poblacions: Catalunya Sí (CATSÍ), Acord Municipal (AM) i Nova
- Plataformes: Més Barcelona, Barcelona Ciutat Oberta i Moviment Barcelona.

### Compromís
- Partits polítics: Compromís

### Catalunya en Comú
- Partits polítics: Iniciativa per Catalunya Verds (ICV), Esquerra Unida i Alternativa (EUiA) i Entesa pel Progrés Municipal (EPM)

### Més per Mallorca
- Partits polítics: Més per Mallorca (MÉS)

### Candidatura d'Unitat Popular
- Partits polítics: Candidatura d'Unitat Popular (CUP), Alternativa Municipalista i Alternativa d'Esquerres (AE)

### Proposta per les Illes
- Partits polítics: Proposta per les Illes (PI)

### Ciutadans
- Partits polítics: Ciutadans - Partit de la Ciutadania (C's)

### Unió, Progrés i Democràcia
- Partits polítics: Unió, Progrés i Democràcia (UPyD)

## Candidatures a capitals dels Països Catalans
Candidatures a les capitals de regió dels Països Catalans.
| Municipi  | President anterior de l'ens local | Candidats | Membres | President escollit |
| --------- | --------------------------------- | --- | ------- | ------------------ |
| Alacant   | Luis José Barcala (PP)            | - PP: Luis José Barcala - PSOE: Paco Sanguino - EUPV: Daniel Simón - Cs: José Luis Cifuentes - Compromís: Natxo Bellido - UPyD: Fernando Llopis                                               |         |                    |
| Barcelona | Ada Colau (Barcelona en Comú)     | - Barcelona en Comú: Ada Colau - ERC: Ernest Maragall - Junts: Joaquim Forn - PSC: Jaume Collboni - PP: Josep Bou - CUP: Anna Saliente - Cs: Manuel Valls                                     |         |                    |
| Castelló  | Amparo Marco (PSOE)               | - PP: Begoña Carrasco - PSOE: Amparo Marco - Compromís: Ignasi Garcia - Acord Ciutadà: Andrés Martínez - UPyD: Pedro Tejedo - Cs: Cristina Gabarda                                            |         |                    |
| Girona    | Carles Puigdemont (CiU)           | - Junts: Marta Madrenas - ERC: Quim Ayats - Guanyem Girona: Lluc Salellas - PSC: Sílvia Paneque - Cs: Jean Mª Castel - PP: Concepció Veray - ICV-EUiA: Eugènia Pascual - UPyD: Encarni Conesa |         |                    |
| Lleida    | Àngel Ros (PSC-PM)                | - PSC: Àngel Ros - Junts: Antoni Postius - Cs: Ángeles Ribes - ERC: Miquel Pueyo - CUP: Rosa Peñafiel - PP: Xavier Palau - ECP: - UPyD: Pablo Pérez                                           |         |                    |
| Palma     | Antoni Noguera (MÉS)              | - PP: Margarita Durán - PSOE: Jose Hila - MÉS: Antoni Noguera - EUIB: Maribel Alcázar - Cs: Pep Lluis Bauzá - UPyD: Francisco Alegret - Crida per Palma: Laura Dorado - PI: Josep Melià       |         |                    |
| Tarragona | Josep Fèlix Ballesteros (PSC-PM)  | - PSC: Josep Fèlix Ballesteros - Cs: Rubén Viñuales - ERC: Pau Ricomà - PP: Alejandro Fernández - Junts: Albert Abelló - CUP: Laia Estrada - ICV-EUiA: Arga Sentís - UPyD: Jesús Merodio      |         |                    |
| València  | Joan Ribó (Compromís)             | - PP: María José Català - Compromís: Joan Ribó - Cs: Fernando Giner - PSOE: Sandra Gómez - EUPV: Rosa Albert - UPyD: Eduardo Gómez                                                            |         |                    |